# Laura Garavini
Laura Garavini (Vignola, 23 luglio 1966) è una politica e attivista italiana, ex senatrice della Repubblica eletta con il Partito Democratico alle elezioni politiche del 2018, per poi passare nel 2019 ad Italia Viva di Matteo Renzi.

## Biografia
Nata e cresciuta a Vignola, in provincia di Modena, si trasferisce in seguito a Berlino, città in cui oggi vive.
Ha ottenuto la laurea in scienze politiche presso l'Università di Bologna e il Master in Management dei progetti comunitari alla LUISS di Roma.
Nel 1989 si è trasferita in Germania per lavorare all'Università di Kiel. Dal 1994 ha lavorato in iniziative mirate all'integrazione dei migranti in Germania, dirigendo dal 1996 un progetto del Governo tedesco per giovani italiani a Colonia. Dal 1999 è stata responsabile di Patronato a Berlino.

### Impegno civile
Nell'agosto del 2007, dopo la strage di Duisburg, insieme a diversi ristoratori berlinesi ha fondato l'iniziativa Mafia? Nein danke! (Mafia? No grazie!) fra gli italiani in Germania. Grazie all'iniziativa a Berlino si è realizzata la più grande ribellione al racket fuori dall'Italia. Più di 40 ristoratori della capitale tedesca nel dicembre 2007 hanno denunciato una serie di estorsioni camorristiche durante le quali era stato incendiato un ristorante e fatta esplodere un'autovettura. La polizia dopo aver preso i due camorristi responsabili, ha ringraziato la comunità italiana a Berlino per il suo impegno, segnalandola ad Eurojust come “Best practice” nella lotta alla criminalità organizzata.

### Attività politica

#### Elezione a deputata
Alle elezioni politiche del 2008 Laura Garavini viene eletta alla Camera dei deputati per la lista del Partito Democratico nella circoscrizione Estero/Europa con il maggior numero di preferenze (25 070). Alle elezioni politiche del 2013 è capolista del PD nella circoscrizione Estero/Europa e viene rieletta con 37 813 preferenze, il miglior risultato di tutti i candidati.
Alla Camera è stata capogruppo del Partito Democratico nella Commissione parlamentare Antimafia dal novembre 2008 al marzo 2013. Nel 2010 era fra i promotori del codice etico antimafia per le liste elettorali pulite, votato dalla Commissione Antimafia. Nell'ottobre 2010 il Ministro dell'interno, Roberto Maroni, ha minacciato di querelare Laura Garavini dopo che la capogruppo aveva denunciato il ministro per un'insufficiente collaborazione con la Commissione Antimafia per quanto riguarda il contrasto delle mafie al Nord.
Nella sua prima legislatura ha lavorato anche nella Commissione per le Politiche Europee.
Nell'aprile 2013 è stata eletta Segretario del gruppo del Partito Democratico alla Camera con delega per l'Europa e gli Affari Esteri. Anche nella 17a legislatura fa parte della Commissione Antimafia. Il 1º luglio 2013 è stata nominata dalla SPD per le elezioni regionali in Assia ministro ombra per l'Europa e per l'Integrazione.
Nel marzo 2014 per il Parlamento italiano Laura Garavini è diventata coordinatrice del Comitato "Lotta alla criminalità mafiosa su base europea e internazionale" in occasione del semestre di presidenza italiana dell'Unione europea.
Nel febbraio 2015, intervenendo sulla Huffington Post, ha denunciato la presenza di pagine Facebook che inneggiano al fascismo e ha contestato il fatto che Facebook non le rimuova. A seguito di questo articolo è stata minacciata da parte di esponenti dell'estrema destra che hanno diffuso un appello a fucilarla divulgando una sua foto sui social media.

#### Elezione a senatrice
Alle elezioni politiche del 2018 viene eletta al Senato della Repubblica con la lista del Partito Democratico (PD), ottenendo con 36 386 preferenze personali di nuovo il miglior risultato di tutti i candidati nella circoscrizione Estero/Europa.
Il 18 settembre 2019 ha lasciato il PD, aderendo in Senato al gruppo parlamentare Italia Viva e i componenti del nuovo gruppo, voluto da Matteo Renzi, la eleggono vicepresidente vicaria.
Nel dicembre 2019 è tra i 64 firmatari (di cui 2 di Italia Viva) per il referendum confermativo sul taglio dei parlamentari svoltosi nel settembre 2020. Il 5 febbraio 2020 è eletta presidente della Commissione permanente 4ª Difesa del Senato, in sostituzione della leghista Donatella Tesei.

#### Elezioni politiche del 2022
Alle elezioni politiche del 2022 è candidata nella lista di Azione - Italia Viva - Calenda per la Camera dei deputati nella Circoscrizione Estero - Ripartizione Europa, ottenendo 6916 preferenze personali, non risultando eletta.